# آنری اسکیبا
آنری اسکیبا (فرانسوی: Henri Skiba‎; ۱۴ ژوئیهٔ ۱۹۲۷ – ۱۱ مارس ۲۰۱۸) بازیکن و مربی فوتبال اهل فرانسه بود.
از باشگاه‌هایی که در آن بازی کرده‌است می‌توان به باشگاه فوتبال استراسبورگ، باشگاه فوتبال نیم المپیک، باشگاه فوتبال موناکو، باشگاه فوتبال نورنبرگ، باشگاه فوتبال سوشو، باشگاه فوتبال لشو دو فوند، و باشگاه فوتبال نانسی اشاره کرد.
وی همچنین در تیم ملی فوتبال فرانسه بازی کرده‌است.